# Araneus acolla
Araneus acolla là một loài nhện trong họ Araneidae.
Loài này thuộc chi Araneus. Araneus acolla được Herbert Walter Levi miêu tả năm 1991.